# Yunus Nadi

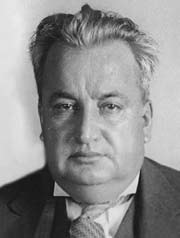
Yunus Nadi Abalıoğlu

Yunus Nadi (voller Name Yunus Nadi Abalıoğlu; * 1879 in Fethiye; † 28. Juni 1945 in Genf) war ein türkischer Journalist. Er war Begründer der Tageszeitung Cumhuriyet.

## Leben
Sein Vater war Abalızade Halil Efendi. Er ging zuerst in Fethiye zur Schule. Dann besuchte er die Süleymaniye Medrese in Rhodos. Nach der Medrese ging er nach Istanbul und besuchte das Galatasaray-Gymnasium und die Juristische Fakultät der Darülfünun Istanbul. Mit 20 Jahren begann er Artikel für die Zeitung Malumat zu schreiben. Nach einem Jahr wurde er als Mitglied einer illegalen Organisation gegen das Regime von Abdülhamid II. verhaftet, zu drei Jahren Gefängnisstrafe verurteilt und in die Festung von Mytilini verbracht. Nach seiner Entlassung ging er nach Istanbul zurück und schrieb für Zeitungen wie Tasviri Efkar und İkdam. 1910 wurde er der Chefeditor der Zeitung Rumeli, die in Thessaloniki vom Komitee für Einheit und Fortschritt veröffentlicht wurde. 1912 war er für fünf Monate Abgeordneter der Provinz Aydın im osmanischen Parlament.
Nach dem Ersten Weltkrieg gründete er die Zeitung Yeni Gün und unterstützte den Türkischen Befreiungskrieg. Seine Zeitung wurde von den Besatzungsmächten verboten. Er flüchtete nach Ankara. Gemeinsam mit Halide Edib Adıvar gründete er am 6. April 1920 Anadolu Ajansı. Er nahm 1920 an der ersten Großen Nationalversammlung der Türkei als Abgeordneter von Muğla teil. Er war einer der Gründer der Kommunistischen Partei, die nach dem Befehl von Mustafa Kemal Atatürk mit dem Ziel gegründet wurde, sowjetische Sympathie und Unterstützung zu gewinnen.
Nach der Proklamierung der Republik der Türkei gründete er 1924 in Istanbul die Zeitung Cumhuriyet. Er unterstützte aktiv die kemalistische Reformpolitik. Während des Zweiten Weltkriegs schrieb er tägliche Kommentare zum Kriegsgeschehen.
Nach seinem Tod wurde ein Literaturpreis in seinem Namen gestiftet.